# 特定住宅瑕疵担保責任の履行の確保等に関する法律
特定住宅瑕疵担保責任の履行の確保等に関する法律（とくていじゅうたくかしたんぽせきにんのりこうのかくほとうにかんするほうりつ、平成19年5月30日法律第66号）は、住宅建設瑕疵担保保証金の供託、住宅瑕疵担保責任保険法人の指定等に関する日本の法律である。
新築住宅の売主等による特定住宅瑕疵担保責任（住宅品質確保促進法94条・95条）の履行を確保するため、あらかじめ売主等に保証金の供託または保険への加入を義務付け、また、当該保険にかかる紛争の処理について定めたものである。

## 構成
- 第1章 総則（第1条・第2条）
- 第2章 住宅建設瑕疵担保保証金（第3条 - 第10条）
- 第3章 住宅販売瑕疵担保保証金（第11条 - 第16条）
- 第4章 住宅瑕疵担保責任保険法人（第17条 - 第32条）
- 第5章 住宅瑕疵担保責任保険契約に係る新築住宅等に関する紛争の処理（第33条 - 第35条）
- 第6章 雑則（第36条 - 第39条）
- 第7章 罰則（第40条 - 第44条）
- 附則

## 目的
新築住宅に関しては、住宅品質確保促進法において、民法上の瑕疵担保責任より重い10年間の特定住宅瑕疵担保責任が定められている。しかしながら、2005年（平成17年）11月に発覚した構造計算書偽造問題を契機として、売主等の倒産等により特定住宅瑕疵担保責任が履行されない場合があることが判明した。このため、新築住宅の買主等の利益を保護し、円滑な住宅供給を図ることで、国民生活の安定向上と国民経済の健全な発展に寄与することを目的として本法が制定された（1条）。

## 対象
本法において、特定住宅瑕疵担保責任履行のための資力確保措置が必要となるのは、新築住宅の注文者（注文住宅の場合）または買主（建売住宅の場合）が宅地建物取引業者でない場合に限られる（2条5項2号ロ、2条6項2号ロ）。これは、専門知識を有する業者間の取引については、法が取引の安全を保護する必要性が低いためである。

## 住宅瑕疵担保保証金
住宅建設瑕疵担保保証金
住宅建設瑕疵担保保証金は、新築注文住宅の建築に係る請負人（建設業者等）に対し、特定住宅建設瑕疵担保責任の履行を確保する目的で供託が義務付けられている保証金である（3条）。
住宅販売瑕疵担保保証金
住宅販売瑕疵担保保証金は、新築建売住宅にかかる売主（宅地建物取引業者等）に対し、特定住宅販売瑕疵担保責任の履行を確保する目的で供託が義務付けられている保証金である（11条）。
請負人や売主が保証金の供託をした場合には、これを国土交通大臣もしくは都道府県知事に届出を行わなければならず（4条、12条）、これらを行わなければ、新たに住宅を新築する工事の請負契約や新築住宅の売買契約を締結することができない（5条、13条）。これに違反して契約を締結した者は、1年以下の懲役もしくは100万円以下の罰金または併科に処せられる（39条）。
保証金の基準額（最低額）は、過去10年間に引渡しを行った新築住宅の合計戸数を基礎として、政令（特定住宅瑕疵担保責任の履行の確保等に関する法律施行令1条）に定められた算定方法によって算定される。ただし、後述する住宅瑕疵担保責任保険契約を締結し、かつ、当該保険証券等を発注者に交付した物件については、算定基礎としての合計戸数から除かれる（3条、11条）。
特定住宅瑕疵担保責任にもとづく損害賠償請求権を有する発注者または買主は、その損害賠償請求権に関して、供託された保証金から他の債権者に先立って弁済を受ける権利を有する（6条1項、14条1項）。また、保証金供託者は、供託金が基準額を超える場合、国土交通大臣もしくは都道府県知事の承認を得て超過額を取戻すことができる（9条1項、2項、16条）。

## 住宅瑕疵担保責任保険
住宅瑕疵担保責任保険は、保険料の支払義務者を保証金供託義務者とし、保証金供託義務者が特定住宅瑕疵担保責任を履行した際にはその損害を、保証金供託義務者が特定住宅瑕疵担保責任を履行しない際には発注者もしくは買主の損害を、それぞれ填補することを目的とする保険である（2条5項、6項）。一般社団法人・一般財団法人もしくは株式会社であって、住宅瑕疵担保責任保険法人として国土交通大臣に指定された法人が引受けを行う（17条、19条、施行令7条）。

## 住宅瑕疵担保責任保険契約に係る新築住宅に関する紛争の処理
住宅瑕疵担保責任保険に係る新築住宅に関する紛争は、住宅品質確保法に規定する指定住宅紛争処理機関が、当該紛争のあっせん、調停及び仲裁の業務を行うことができる（33条）。